# از. ویکتون
از. ویکتون یا از طرف. ویکتون (انگلیسی: From. Victon) چهارمین آلبوم چندآهنگه از گروه پسرانۀ اهل کره جنوبی ویکتون است که در ۹ نوامبر ۲۰۱۷ با تک‌آهنگ اصلی «مرا به‌خاطر بسپار» توسط پلی ام انترتینمنت منتشر و توسط کاکائو انترتینمنت توزیع شد.